# Opera Lafayette
Opera Lafayette è una compagnia d'opera con sede a Washington, D.C., che produce opere francesi de XVII e XVIII secolo. Fu fondata nel 1995 da Ryan Brown e divide la sua stagione tra Washington e New York.

## Storia
Specializzata nell'opera barocca francese, Opera Lafayette fu fondata a Washington, in zona Capitol Hill, nel 1994 da Ryan Brown col nome I Violini di Lafayette, dal nome del Marchese di Lafayette. Adottò il suo nome attuale nel corso del 2001 e nel 2005 pubblicò il suo primo disco con l'etichetta Naxos, Orfeo ed Euridice di Christoph Willibald Gluck . Nel 2012 Opera Lafayette mise in scena il suo primo spettacolo internazionale, Le Roi et le Fermier (Il Re e il contadino), di Pierre-Alexandre Monsigny; questo lavoro "dimenticato" di Monsigny fu eseguito presso la Royal Opera di Versailles con fondali recentemente scoperti di una messa in scena dell'opera del 1780. Un ensemble della compagnia si esibì a bordo della fregata francese Hermione, una replica della fregata classe 32 cannoni Concorde, che a suo tempo aveva traghettato il marchese de Lafayette negli Stati Uniti. La replica della nave visitò Alexandria, Virginia nel 2015 e la recita avvenne in questa occasione.
Secondo il New York Times, Opera Lafayette ha "conquistato le lodi e la fedeltà del pubblico per le sue produzioni storicamente informate di opere barocche francesi che utilizzano strumenti d'epoca, costumi appropriati e balli eleganti". Il giornale la descrisse come "un abile propugnatore di opere del barocco francese", mentre DC Theatre Scene scrisse che la compagnia "dovrebbe essere considerata un tesoro nazionale".

## Organizzazione
A partire dal 2016 direttore d'orchestra dell'Opera e direttore artistico è Ryan Brown, William J.H. Chapman è il direttore generale e Chris O'Flinn è il presidente del consiglio di amministrazione. Il primo violino dell'orchestra dell'Opera Lafayette è Claire Jolivet.
La compagnia svolge una stagione suddivisa, con spettacoli a Washington al Kennedy Center, ed a New York nella Frederick P. Rose Hall.

## Discografia
Opera Lafayette ha pubblicato undici registrazioni, tutti con etichetta Naxos:
1. Orphée et Euridice by Christoph Willibald Gluck (2005)
2. Oedipe à Colone by Antonio Sacchini (2006)
3. Rameau Operatic Arias sung by Jean-Paul Fouchécourt (2007)
4. The Tragedy of Armide by Jean-Baptiste Lully (2008)
5. Zélindor, roi des Sylphes by François Rebel and Le Trophée by François Francoeur (2009)
6. Le déserteur by Pierre-Alexandre Monsigny  (2010)
7. Sancho Panca by François-André Danican Philidor (2011)
8. Le Magnifique by André Grétry (2012)
9. Le roi et le fermier by Pierre-Alexandre Monsigny (2013)
10. Lalla Roukh by Félicien David (2014)
11. Les femmes vengées by François-André Danican Philidor (2015)

Selezioni delle registrazioni di cui sopra sono incluse nei due CD che accompagnano il libro Naxos, A-Z dell'Opera, II Edizione.